# Sojusznicze Dowództwo ds. Transformacji
Sojusznicze Dowództwo ds. Transformacji (ang. Allied Command Transformation, ACT) – jedno z dwóch dowództw strategicznych NATO, zajmujące się transformacją zdolności wojskowych Organizacji do nowych wymagań geopolitycznych. To dowództwo ma testować i wdrażać nowe doktryny strategiczne, kontrolować zdolności i możliwości wojsk Organizacji oraz prowadzić szkolenia i ćwiczenia. ACT ma siedzibę w Norfolk w Stanach Zjednoczonych Ameryki.

## Historia
Dowództwo zostało powołane do życia w ramach reform strukturalnych NATO na mocy decyzji podjętych na zjeździe Organizacji Traktatu Północnoatlantyckiego w Pradze w 2002 roku. Nowa struktura ma na celu odejście od geograficznego podziału dowództw na rzecz struktur podzielonych według sprawowanych funkcji.

## Struktura
ACT kontroluje szereg ośrodków badawczych i szkoleniowych m.in. Joint Warfare Centre w Norwegii, Centrum Szkolenia Sił Połączonych w Bydgoszczy i Centrum Badań Podwodnych w La Spezia we Włoszech.
Struktura w 2014
- Centrum Połączonych Działań Bojowych w Stavanger
- Centrum Szkolenia Sił Połączonych w Bydgoszczy
- Centrum Połączonych Analiz i Wykorzystania Doświadczeń w Monsanto

## Zadania dowództwa
Podstawowym zadaniem Sojuszniczego Dowództwa ds. Transformacji jest kierowanie transformacją struktur wojskowych NATO w celu zdobywania i rozwijania przez siły sojusznicze zdolności do działań podejmowanych w odpowiedzi na aktualne i prognozowane zagrożenia bezpieczeństwa międzynarodowego. Odpowiada za następujące obszary funkcjonowania Sojuszu:
- planowanie obronne w zakresie opracowania przeglądu wymagań obronnych, propozycji celów sił zbrojnych oraz wymagań długoterminowych,
- opracowywanie koncepcji i doktryn poziomu strategicznego we współdziałaniu z naczelnym dowódcą Sojuszniczych Sił w Europie
- efektywne gospodarowanie zasobami i rozwijanie międzynarodowych zdolności umożliwiających realizację zadań Sojuszu
- prowadzenie analiz kierunków rozwoju koncepcji i zdolności wywiadowczych NATO
- rozwijanie przyszłej strategii, koncepcji i zdolności systemów dowodzenia i informatyki, a także ich struktury
- szkolenie, ćwiczenia, kontrolę i eksperymenty
- badania naukowe i rozwój przyszłych technologii